# 망고링고

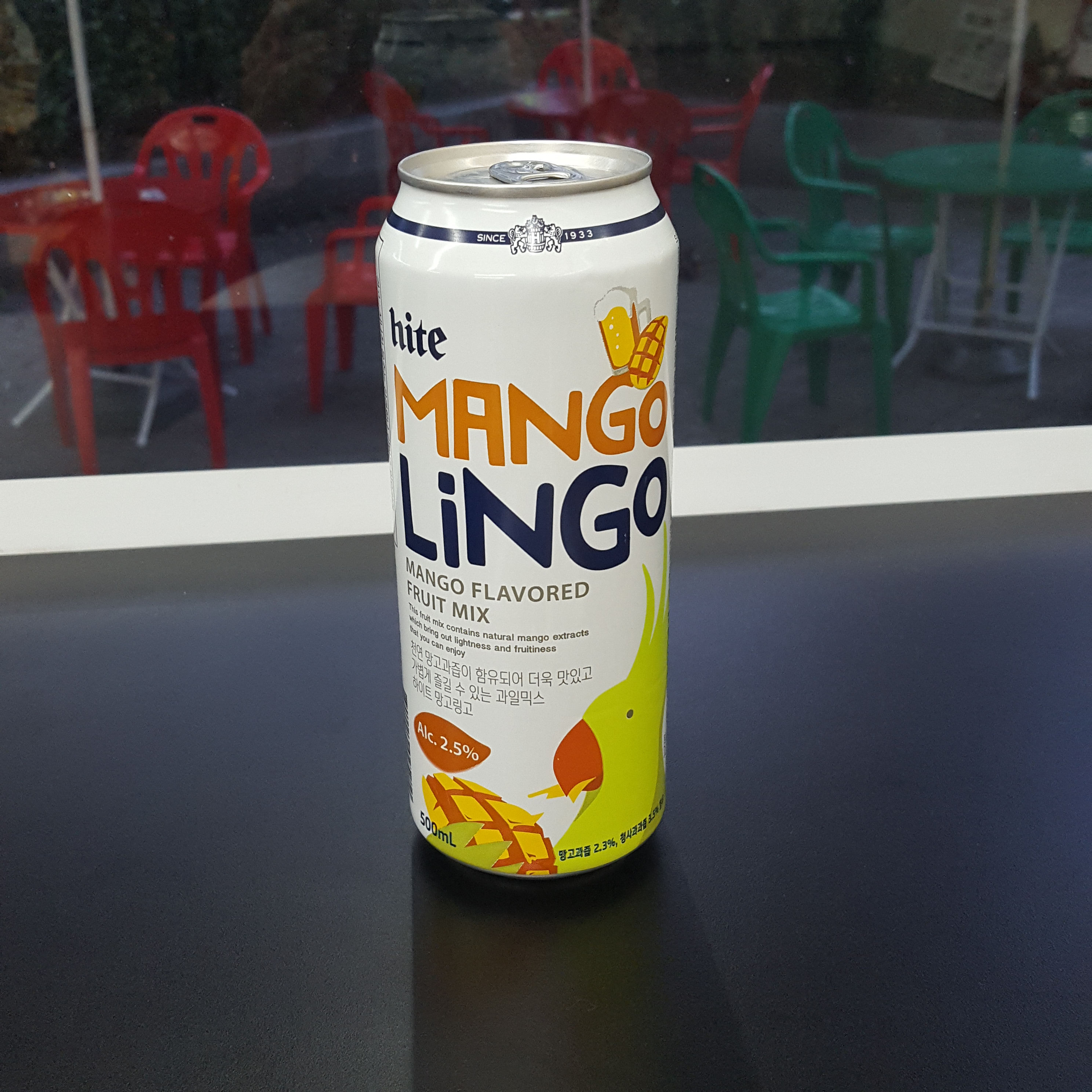
망고링고

망고링고(영어: Mango Lingo)는 하이트진로에서 발매하는 맥주 브랜드이다. 2016년 6월 처음 발매되었다. 망고링고는 망고 과즙 2.3%가 함유되어 있다. 알코올 도수는 2.5%이다.
2016년 분기 매출로 30억원이였다.
2020년 7월부터 유튜브, 인스타그램 등을 통해 디지털 광고를 시작했다.